# 三百人劇場
三百人劇場（さんびゃくにんげきじょう）は、かつて存在した日本の劇場。1974年に財団法人・現代演劇協会の運営により開館した。

## 概要
東京都文京区本駒込2丁目の、千石交差点を白山通りから少し奥に入った閑静な場所に立地していた。座席数は302席だったが、末期は300人にはやや足りない257席だった。現代演劇協会主催の舞台公演以外にも、映画の特集上映、落語家の独演会などのイベントが定期的に行われたが、老朽化に伴い2006年12月31日をもって閉館。跡地には三井不動産レジデンシャル所有のマンション『パークリュクス本駒込』（2009年1月竣工）が立地している。